# Antissemitismo
Antissemitismo (pré-AO 1990: anti-semitismo) é o preconceito, hostilidade ou discriminação contra judeus. Na sua forma mais extrema, "atribui aos judeus uma posição excepcional entre todas as outras civilizações, difamando-os como um grupo inferior e negando que eles sejam parte da(s) nação(ões) em que residem". A pessoa que defende este ponto de vista é chamada de "antissemita". O antissemitismo é uma forma de racismo.

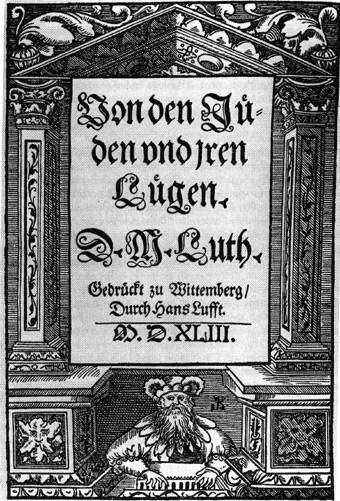
Sobre os Judeus e Suas Mentiras, livro anti-semita de Martinho Lutero, 1543

O antissemitismo é manifestado de diversas formas, indo de expressões individuais de ódio e discriminação contra indivíduos judeus a violentos ataques organizados (pogrons), políticas públicas ou ataques militares contra comunidades judaicas. Entre os casos extremos de perseguição, estão a chacina de 1066 em Granada, os massacres na Renânia que precederam a Primeira Cruzada de 1096, o Édito de Expulsão da Inglaterra em 1290, os massacres dos judeus espanhóis em 1391, as perseguições das Inquisições Portuguesa e Espanhola, a expulsão da Espanha em 1492, a expulsão de Portugal em 1497, o massacre de Lisboa em 1506, os massacres pelos Cossacos na Ucrânia de 1648 a 1657, diversos pogrons no Império Russo entre 1821 e 1906, o Caso Dreyfus em França (1894-1906) e o Holocausto perpetrado pela Alemanha Nazista, políticas soviéticas antijudaicas sob Estaline e o envolvimento árabe e muçulmano no êxodo judaico dos países árabes e muçulmanos.
Embora a etimologia possa sugerir que o antissemitismo é direcionado a todos os povos semitas, como árabes e assírios, o termo foi criado no final do século XIX na Alemanha como uma alternativa com aparência mais científica para Judenhass ("Aversão a judeus"), sendo utilizada amplamente desde então.

## Etimologia e uso

### Uso
Apesar do uso do prefixo anti, os termos semita e antissemita não são diretamente opostos. O antissemitismo refere-se especificamente ao preconceito contra judeus em geral, apesar do fato de existirem outros falantes de idiomas semitas (isto é, árabes, etíopes ou assírios) e de nem todos os judeus empregarem linguagem semita.
O termo antissemita foi utilizado em algumas ocasiões para expressar o ódio a outros povos falantes de idiomas semitas, mas tal utilização não é amplamente aceita.
Estudiosos defendem o uso sem hífen do termo antissemitismo para evitar provável confusão a respeito de o termo referir-se especificamente a judeus, ou a falantes de idiomas semitas como um todo. Emil Fackenhiem, por exemplo, apoiou a utilização sem hífen para "repelir a noção de que há todo um 'semitismo' ao qual o 'antissemitismo se opõe".

### Etimologia
Considerando a etimologia da palavra, antissemitismo significaria aversão aos semitas — segundo a Bíblia, os descendentes de Sem, filho mais velho de Noé — grupo étnico e linguístico que compreende os falantes do hebraico, o aramaico e o árabe.
Mas, de fato, a palavra antisemitismus foi cunhada, em língua alemã, no século XIX, numa altura em que a ciência racial estava na moda na Alemanha, e foi usada pela primeira vez já com o sentido de aversão aos judeus, pelo jornalista alemão Wilhelm Marr, em 1873, por soar mais "científica" do que Judenhass ("ódio aos judeus"). Há autores (como Gustavo Perednik) que preferem utilizar o termo judeofobia, significando "aversão a tudo o que é judaico". e esse tem sido o uso normal da palavra desde então.
Tanto quanto pode ser confirmado, a palavra foi impressa pela primeira vez em 1880. Nesse ano, Marr publicou Zwanglose Antisemitische Hefte ("Livros casuais antissemitas") e Wilhelm Scherer usou o termo Antisemiten ("antissemitas") no jornal Neue Freie Presse de janeiro daquele ano. A palavra relacionada, "semitismo", foi cunhada por volta de 1885.

### Definição
Embora a definição geral de antissemitismo seja hostilidade ou preconceito contra os judeus e, de acordo com Olaf Blaschke, tenha se tornado um "termo genérico para estereótipos negativos sobre os judeus", várias autoridades desenvolveram definições mais formais.
Para François de Fontette, o antissemitismo moderno se difere de um antijudaísmo por seu caráter racista. Se a intolerância aos judeus é milenar, ela sofre uma reconfiguração no século XIX com o eugenismo e as teorias racistas pseudocientíficas. Antes, o antijudaísmo estava fortemente vinculado ao cristianismo e a uma rejeição da fé judaica - um tipo de antissemitismo antirreligioso, por assim dizer. O judaísmo passa a ser encarado como uma questão de raça, uma identidade étnica, não apenas como religião.
A professora estudiosa do Holocausto, Helen Fein da Universidade da Cidade de Nova Iorque, define o antissemitismo como uma estrutura latente persistente de crenças hostis em relação aos judeus como um coletivo, manifestado em indivíduos como atitudes e na cultura como mito, ideologia, folclore e imagens, e em ações — discriminação legal ou social, mobilização política contra os judeus e violência coletiva ou estatal — o que resulta em / ou é projetado para distanciar, deslocar ou destruir os judeus como judeus.
Elaborando a definição de Fein, Dietz Bering, da Universidade de Colónia, escreve que, para os antissemitas, "os judeus não são apenas parcialmente, mas totalmente maus por natureza, ou seja, os seus maus traços são incorrigíveis. Por causa dessa natureza máː (1) os judeus têm de ser vistos não como indivíduos, mas como um coletivo. (2) Os judeus permanecem essencialmente estranhos nas sociedades vizinhas. (3) Os judeus trazem desastre às suas 'sociedades de acolhimento' ou no mundo inteiro, eles estão a fazer isto em segredo, logo, os antissemitas sentem-se obrigados a desmascarar o conspiratório, mau caráter Judaico".
Para Sonja Weinberg, distinto do antijudaísmo econômico e religioso, o antissemitismo em sua forma moderna mostra inovação conceitual, um recurso à "ciência" para se defender, novas formas funcionais e diferenças organizacionais. Foi antiliberal, racialista e nacionalista. Promoveu o mito de que os judeus conspiravam para "judificar" o mundo; serviu para consolidar a identidade social; canalizou as insatisfações entre as vítimas do sistema capitalista; e foi usado como um código cultural conservador para combater a emancipação e o liberalismo.
Bernard Lewis define o antissemitismo como um caso especial de preconceito, ódio ou perseguição dirigido contra pessoas que são de alguma forma diferentes das demais. Segundo Lewis, o antissemitismo é marcado por duas características distintas: os judeus são julgados de acordo com um padrão diferente daquele aplicado aos outros, e são acusados de mal cósmico. Assim, "é perfeitamente possível odiar e até mesmo perseguir os judeus sem necessariamente ser antissemita" a menos que esse ódio ou perseguição exiba uma das duas características específicas do antissemitismo.
Em 2005, o Observatório Europeu do Racismo e da Xenofobia (European Monitoring Centre on Racism and Xenophobia) então uma agência da União Europeia, desenvolveu uma definição mais pormenorizada, que afirma: o antissemitismo é uma certa percepção dos judeus, que pode ser expressa como ódio para com os judeus. Manifestações retóricas e físicas do antissemitismo são dirigidas para indivíduos judeus ou não judeus e/ou sua propriedade, para instituições comunitárias judaicas e instalações religiosas e também acrescenta que tais manifestações também poderiam atingir o Estado de Israel, concebido como uma coletividade judaica, mas que a crítica de Israel, semelhante à feita contra qualquer outro país, não pode ser considerado como antissemita. A definição também lista os modos de ataque a Israel que poderiam ser antissemitas, e afirma que negar ao povo judeu o seu direito à autodeterminação, por exemplo, alegando que a existência do estado de Israel é um empreendimento racista, pode ser uma manifestação do antissemitismo - assim como aplicar critérios duplos, exigindo de Israel um comportamento não esperado ou exigido de qualquer outra nação democrática, ou fazendo os judeus coletivamente responsáveis pelas ações do estado de Israel. Esta definição nunca foi oficializada, contudo ganhou uso internacionalː foi adotada pelo Grupo de Trabalho do Parlamento Europeu sobre Antissemitismo, pelo Departamento de Estado dos Estados Unidos, pela Campanha Contra o Antissemitismo, e pela International Holocaust Remembrance Alliance, tornando-se a definição mais amplamente adotada de antissemitismo no mundo.

## Raízes

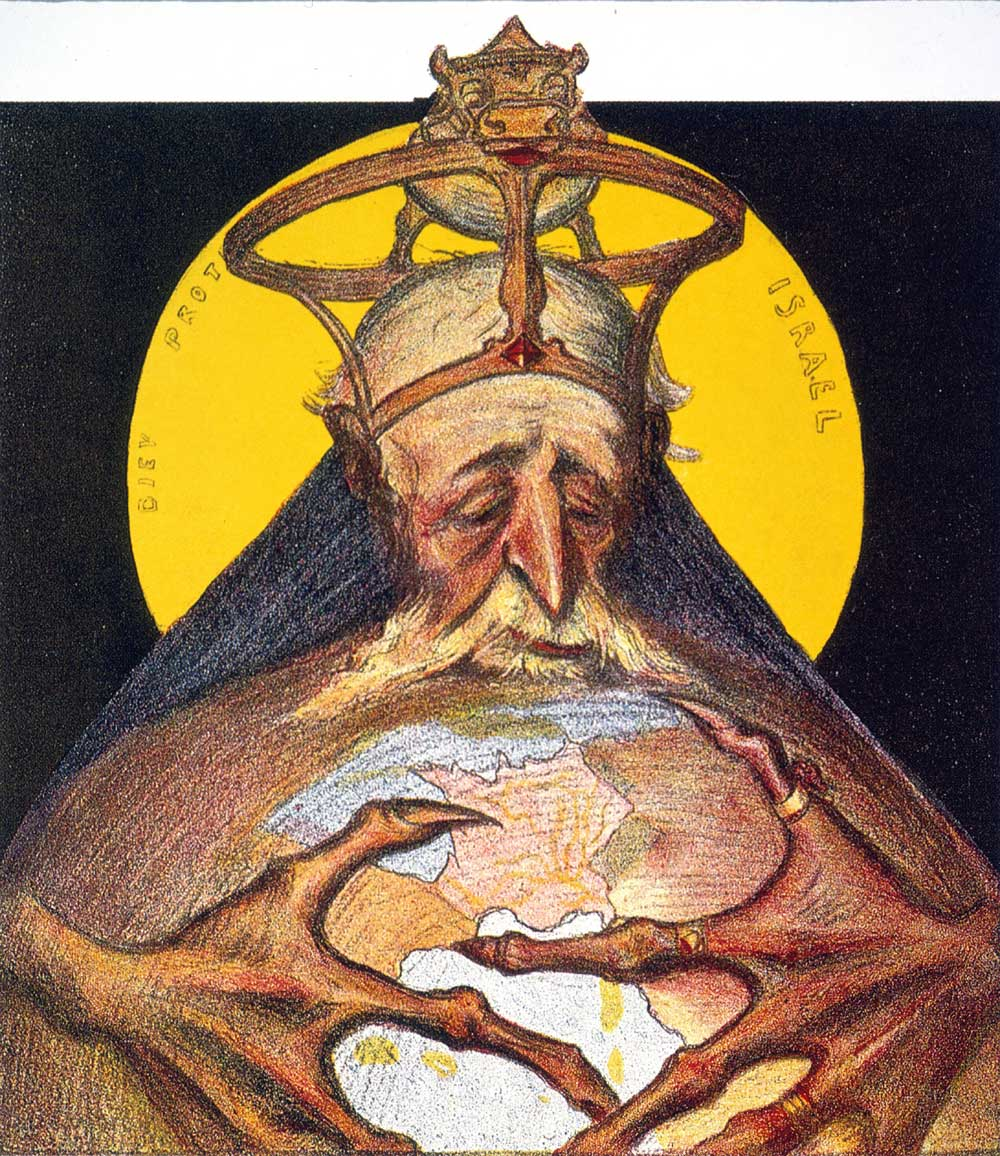
Desenho antissemita de Charles Lucien Léandre, reproduzindo a teoria da conspiração judaica que controlaria o mundo.

Muitos fatores motivaram e fomentaram o antissemitismo, incluindo fatores sociais, econômicos, nacionais, políticos, raciais e religiosos, ou combinações destes fatores.
- Socioeconômicas, devido à ação de autoridades locais, governantes, e alguns funcionários da igreja que fecharam muitas ocupações aos judeus, permitindo-lhes no entanto as atividades de coletores de impostos e emprestadores, o que sustenta as acusações de que os judeus praticam a usura.
- Políticas, através de manifestações contra a existência do Estado de Israel, sendo muito incitado pela religião Islâmica e pelos países árabes.

Um dos grandes propagadores do antissemitismo no século XX foi o regime nazista alemão. Atualmente, o ódio ao judeu frequentemente apoia-se em ideais nazistas, ainda que o pensamento antissemita seja muito mais antigo.

## História

### Antiguidade
O mais antigo episódio conhecido do que poderiam ser as primeiras manifestações de antissemitismo é o passado em Elefantina, uma pequena ilha no rio Nilo, cerca de 410 a.C., onde um grupo de egípcios em revolta contra o domínio persa reduziu a cinzas o templo da comunidade judaica. Contudo, Phyllis Goldstein e outros historiadores pensam que o caso dificilmente se enquadra num "antissemitismo" tal como o concebemos actualmente, antes sendo devido a um choque de culturas e desacordos políticos — os judeus eram leais aos persas.
Os primeiros exemplos claros de sentimento antijudaico remontam ao século III a.C., em Alexandria, o lar da maior comunidade da Diáspora judaica no mundo nessa época e onde a Septuaginta, uma tradução grega da Bíblia hebraica, foi produzida. Manetão, um sacerdote e historiador egípcio da época, escreveu mordazmente sobre os judeus. Seus temas são repetidos nos trabalhos de Chaeremon, Lisímaco, Posidónio, Apolônio Mólon, e em Apião e Tácito. Agatárquides de Cnido ridicularizou as práticas dos judeus e o "absurdo de sua Lei", fazendo uma referência trocista ao facto de Ptolemeu I Sóter ter sido capaz de invadir Jerusalém em 320 a.C. porque seus habitantes estavam observando o Sabat. Um dos primeiros editos antijudaicos, promulgado por Antíoco IV Epifânio, em cerca de 170-167 a.C., provocou uma revolta dos Macabeus na Judeia.
Em vista dos escritos antijudaicos de Manetão, o antissemitismo pode ter-se originado no Egito e espalhou-se pela "recontagem grega dos antigos preconceitos egípcios". O antigo filósofo judeu Fílon de Alexandria descreve um ataque aos judeus em Alexandria em 38 d.C., no qual milhares de judeus morreram.

### Idade Média
No final do século VI, o recém católico Reino Visigótico na Hispânia emitiu uma série de decretos antijudaicos que proibiam os judeus de se casarem com cristãos, praticar a circuncisão e observar os dias santos judaicos. Continuando ao longo do século VII, tanto os reis visigóticos como a Igreja foram ativos na criação de agressão social e de "punições cívicas e eclesiásticas" para com os judeus, que variavam entre conversão forçada, escravidão, exílio ou morte. Como resultado, aquando da Invasão muçulmana da Península Ibérica, no século VIII, muitos judeus acolheram bem e ajudaram os conquistadores.
O invasor islâmico, embora classificando judeus e cristãos como dhimmis, permitiu que os judeus praticassem sua religião mais livremente do que o poderiam fazer na Europa cristã medieval. Houve uma idade dourada da cultura judaica em Espanha, que durou até pelo menos o século XI. Terminou quando vários pogrons muçulmanos contra os judeus tiveram lugar na Península Ibérica, incluindo aqueles que ocorreram em Córdoba em 1011 e em Granada em 1066. Vários decretos que ordenavam a destruição das sinagogas também foram promulgados no Egito, Síria, Iraque e Iêmen do século XI. Além disso, os judeus foram obrigados a se converter ao Islã ou enfrentar a morte em algumas partes do Iêmen, Marrocos e Bagdá várias vezes entre os séculos XII e XVIII.
Os Almóadas, que tinham tomado o controle do Magrebe dos Almorávidas e dos territórios andaluzes cerca de 1147, eram muito mais fundamentalistas em comparação com seus antecessores, e eles trataram os dhimmis severamente. Confrontados com a escolha de morte ou conversão, muitos judeus e cristãos emigraram. alguns, como a família de Maimônides, fugiram para o leste para terras muçulmanas mais tolerantes, enquanto alguns outros foram para o norte para se estabelecerem nos reinos cristãos em crescimento.
Durante a Idade Média na Europa houve perseguição contra os judeus em muitos lugares, com acusações de sacrifícios humanos, expulsões, conversões forçadas e massacres. Uma das principais justificações do preconceito contra os judeus na Europa era religiosa. Marvin Perry e Frederick Schweitzer comentam que segundo os Evangelhos e a sua interpretação de séculos, os judeus são considerados como "os assassinos de Jesus Cristo", um povo "condenado para sempre a sofrer exílio e degradação — transformado na própria encarnação do mal".
A perseguição aos judeus atingiu seu primeiro pico durante as Cruzadas. Na Primeira Cruzada (1096) centenas ou mesmo milhares de judeus foram mortos no trajecto dos cruzados. Muitos cristãos consideraram que os judeus eram também inimigos da Fé. Na primavera de 1096, cerca de 10 000 cruzados percorreram o vale do Reno em direcção a norte (na direcção oposta a Jerusalém), e iniciaram uma série de pogroms chamados por alguns historiadores de "o primeiro holocausto". Foram massacradas comunidades judaicas em Worms, Espira e Mogúncia. A algumas comunidades era oferecida a escolha da conversão ou da morte. Muitos judeus que se recusavam a converter-se e ouviam as notícias de massacres perto das suas casas cometeram suicídios em massa.
Em 1144, os judeus de Norwich foram acusados de assassínio ritual depois que um menino de cerca de doze anos (Guilherme de Norwich) foi encontrado morto esfaqueado, no que é o caso conhecido mais remoto dos alegados "libelos de sangue" - no entanto nenhum judeu foi incomodado. Thomas of Monmouth, vários anos mais tarde, escreve que Guilherme teria sido torturado e crucificado, e atribui-lhe vários milagres após a morte. De acordo com a lenda, os judeus matariam anualmente uma criança cristã na Páscoa judaica, a fim de usar o seu sangue na confecção do matza (pão judaico sem fermento).
No decorrer dos tempos, e após o caso de Guilherme de Norwich, foram registados vários outros acontecimentos semelhantes, e desta vez com consequências terríveis para as comunidades judaicas: entre eles os de Harold de Gloucester (morto em 1168); Robert of Bury (morto em 1181); Werner of Oberwesel (morto em 1287); Andreas Oxner (morto em 1462); Simão de Trento (morto em 1475); e Gabriel de Białystok (morto em 1690). As crianças, consideradas mártires, foram muitas das vezes santificadas mas posteriormente os seus cultos foram abolidos, embora Gabriel de Bialystok ainda seja hoje em dia considerado santo pela Igreja Ortodoxa. A lenda dos "libelos de sangue" mantém-se até aos nossos dias.
Na Segunda Cruzada (em 1147) os judeus na Alemanha foram sujeitos a vários chacinas. Também foram submetidos a ataques das Cruzadas dos Pastores de 1251 e de 1320, bem como aos massacres de Rintfleisch em 1298. As cruzadas foram seguidas por expulsões, incluindo, em 1290, a expulsão de todos os judeus ingleses; em 1394, a expulsão de 100 000 judeus na França; e em 1421, a expulsão de milhares da Áustria. Muitos dos judeus expulsos fugiram para a Polônia.
Na Europa medieval e renascentista, um dos principais contribuintes para o aprofundamento do sentimento antissemita e ação legal entre as populações cristãs foi a fervorosa pregação popular da reforma das ordens religiosas, os franciscanos (especialmente Bernardino de Feltre) e dominicanos (especialmente Vincent Ferrer), que percorriam a Europa e promoveram o antissemitismo através de seus apelos inflamados.
Quando a epidemia de peste negra devastou a Europa em meados do século XIV, causando a morte de uma grande parte da população, os judeus foram usados como bodes expiatórios; foram acusados de causar a doença, deliberadamente envenenando poços. Centenas de comunidades judaicas foram destruídas em inúmeras perseguições. Embora o papa Clemente VI tentasse protegê-los, emitindo duas bulas papais em 1348, 900 judeus foram queimados vivos em Estrasburgo, ainda a peste não tinha chegado à cidade.
Em 1478, a Inquisição Espanhola foi estabelecida pelos reis católicos Fernando II de Aragão e Isabel I de Castela. A Inquisição Espanhola operou na Espanha e em todas as colônias e territórios espanhóis da época, perseguindo principalmente os descendentes de judeus e muçulmanos convertidos, acusados de praticar os seus anteriores credos em segredo. De acordo com estimativas modernas, cerca de 150 000 pessoas foram julgadas por várias ofensas durante os cerca de três séculos (1478-1834) de duração da Inquisição Espanhola, e destes entre 3 mil e 5 mil foram executados.

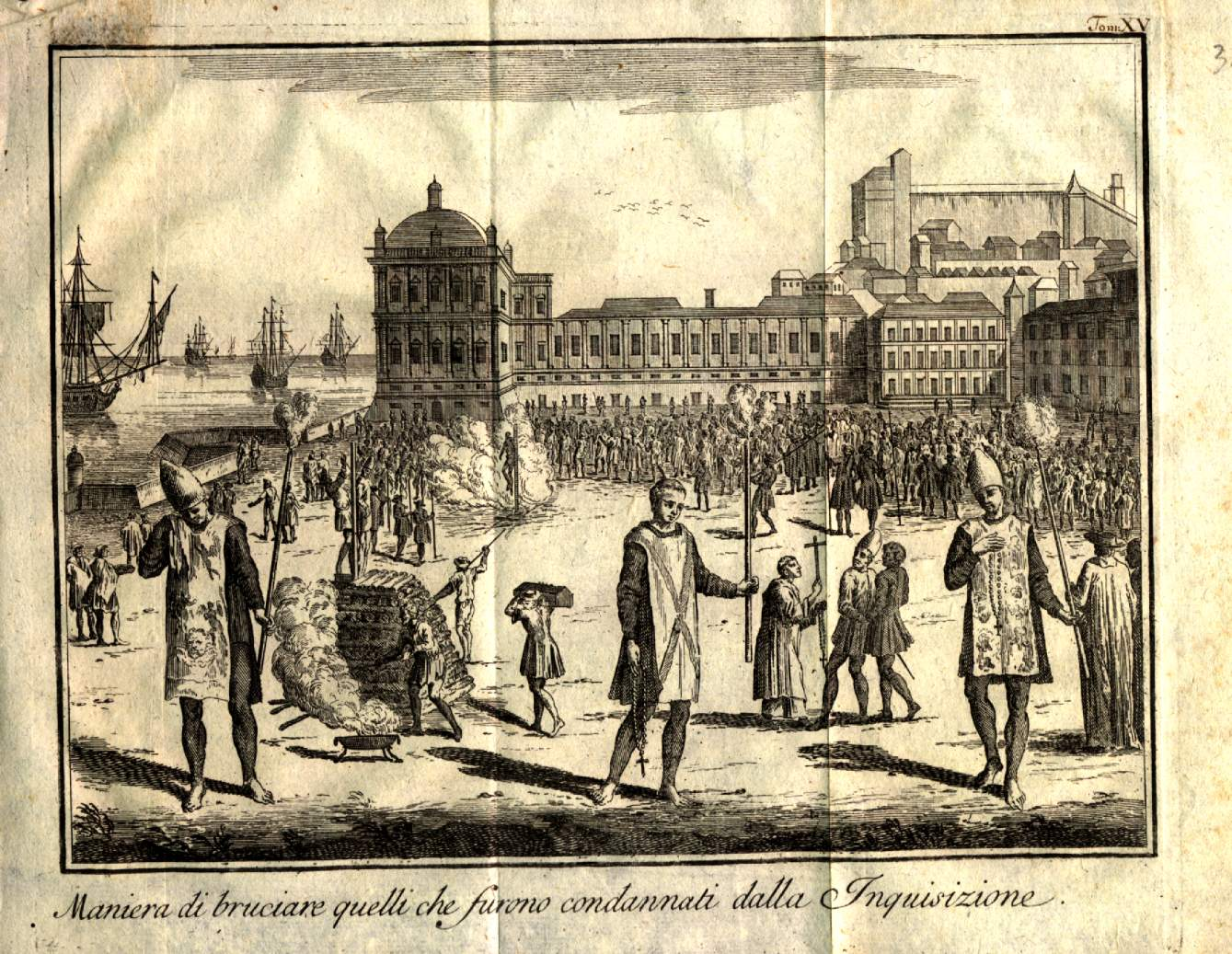
Queima dos hereges pela Inquisição Portuguesa, na actual Praça do Comércio de Lisboa, antes do terramoto de 1755, de uma gravura original do século XVII

Muitos judeus vindos de Espanha refugiaram-se em Portugal, mas o caso repetiu-se: em 1496, o rei D. Manuel ordenou a expulsão de todos os judeus ou a sua conversão forçada.
Em 1506, na cidade de Lisboa, durante dias uma multidão perseguiu, torturou e matou na fogueira centenas de judeus convertidos - homens, mulheres e crianças (mais de 4 000, segundo o relato contemporâneo de Garcia de Resende), acusados de heresia, no que ficou conhecido como o Massacre de Lisboa de 1506, considerado o primeiro pogrom da Idade Moderna.
Mais tarde, em 1531, o rei D. João III pediu licença papal para organizar a Inquisição em Portugal, que acabou por ser concedida pelo papa Paulo III. A Inquisição Portuguesa, em moldes semelhantes à espanhola, funcionou de 1536 até 1821. O número de vítimas mortais é estimado em cerca de 1500, não considerando, por exemplo, as milhares de mortes em cativeiro. Além da perseguição por heresia, eram julgados também casos de feitiçaria e "costumes depravados". A maior parte das confissões eram obtidas sob severas torturas.

### Idade Moderna
Durante meados do século XVII, a República das Duas Nações (ou Comunidade Polaco-Lituana) foi devastada por vários conflitos, em que a comunidade perdeu mais de um terço de sua população (mais de 3 milhões pessoas), e as perdas judaicas foram contadas em centenas de milhares. O primeiro desses conflitos foi a revolta de Chmielnicki contra o domínio polaco, (1648-49) quando os partidários de Bogdan Khmelnitski massacraram dezenas de milhares de judeus nas áreas orientais e meridionais que ele controlava (hoje Ucrânia). O número exato de mortos pode nunca ser conhecido, mas a diminuição da população judaica durante esse período é estimada em 100 000 a 200 000.
Imigrantes europeus para os Estados Unidos (católicos e protestantes) trouxeram o antissemitismo ao país no início do século XVII. Peter Stuyvesant, o governador holandês de Nova Amsterdã, (mais tarde chamada Nova Iorque) fez planos para impedir que os judeus, "essa raça desonesta", se estabelecessem na cidade. Durante a Era Colonial, eram limitados os direitos políticos e econômicos dos judeus. Mas após a Guerra Revolucionária Americana, os judeus ganharam direitos legais, incluindo a obtenção gradual do direito de voto. Mesmo nos seus piores momentos, contudo, as restrições aos judeus nos Estados Unidos nunca foram tão rigorosas quanto na Europa.
Em 1679, sob o domínio de Al-Mahdi Ahmad, os judeus, acusados de violar o seu estatuto de dhimmi, foram expulsos em massa de todas as partes do Iémen para Mawza, seca e estéril, e muitos judeus morreram de fome e doenças como resultado. Até dois terços dos judeus exilados não sobreviveram. Suas casas e propriedades foram confiscadas e muitas sinagogas foram destruídas ou convertidas em mesquitas. Cerca de um ano após a expulsão, os sobreviventes foram autorizados a retornar por razões económicas. No entanto, não puderam voltar para suas antigas casas e a maioria de seus artigos religiosos tinha sido destruída. Foram recolocados em bairros judeus especiais fora das cidades.
Em 1744, Frederico II da Prússia limitou Breslau a dez famílias judias "protegidas", sob a alegação de que, do contrário, elas o "transformarão em completa Jerusalém". Ele encoraja essa prática em outras cidades do Reino da Prússia. Em 1750, ele publicou Revidiertes General Privilegium und Reglement vor die Judenschaft, que determinava que os judeus "protegidos" tinham a alternativa de "abster-se do casamento ou deixar Berlim".
A imperatriz Maria Teresa da Áustria, vista pelos historiadores como talvez a monarca mais antijudaica do século XVIII, quis expulsar em 1744 os judeus de Praga e, em seguida, de toda a Boémia, declarando sobre eles: Eu não conheço maior praga do que essa raça, que por conta de sua falsidade, usura e avareza está a levar os meus súbditos à mendicância.
Em 1772, a imperatriz da Rússia Catarina II forçou os judeus a entrar numa zona de assentamento especial (Pale of Settlement), localizada nas actuais Polônia, Ucrânia e Bielorrússia - e permanecer em seus shtetls e proibiu-os de retornar às cidades que ocupavam antes da partição da Polónia. Mais tarde (após 1804) seriam banidos das aldeias e começaram a ingressar nas cidades.
O filósofo Voltaire, apesar do seu importante papel na defesa da Liberdade, chama o povo judeu, no seu Dicionário Filosófico (Dictionnaire philosophique), '"ignorante", "bárbaro"e "cheio de superstições". Ao mesmo tempo, também criticou os que os perseguiam, dizendo: mesmo assim, não devemos queimá-los na fogueira. O escritor judeu Isaac de Pinto, indignado, escreveu-lhe uma carta aberta, lamentando os "horríveis preconceitos" aprovados pelo "maior dos génios da mais iluminada época"'. Voltaire respondeu desculpando-se por ter estereotipado todos os judeus, mas a sua opinião em geral sobre eles parece não se ter alterado.
Martinho Lutero, monge e professor de teologia germânico, uma das figuras principais da Reforma Protestante, publicou em 1543 um pequeno livro, "Sobre os Judeus e as suas Mentiras" onde fez violentos ataques aos judeus, que segundo a sua opinião, deveriam ser expulsos da Alemanha, despojados de todos os seus bens, incendiadas suas sinagogas e escolas, suas casas derrubadas e destruídas (…); e afirmou ainda que "estamos em falta por não os matar".

### Idade Contemporânea

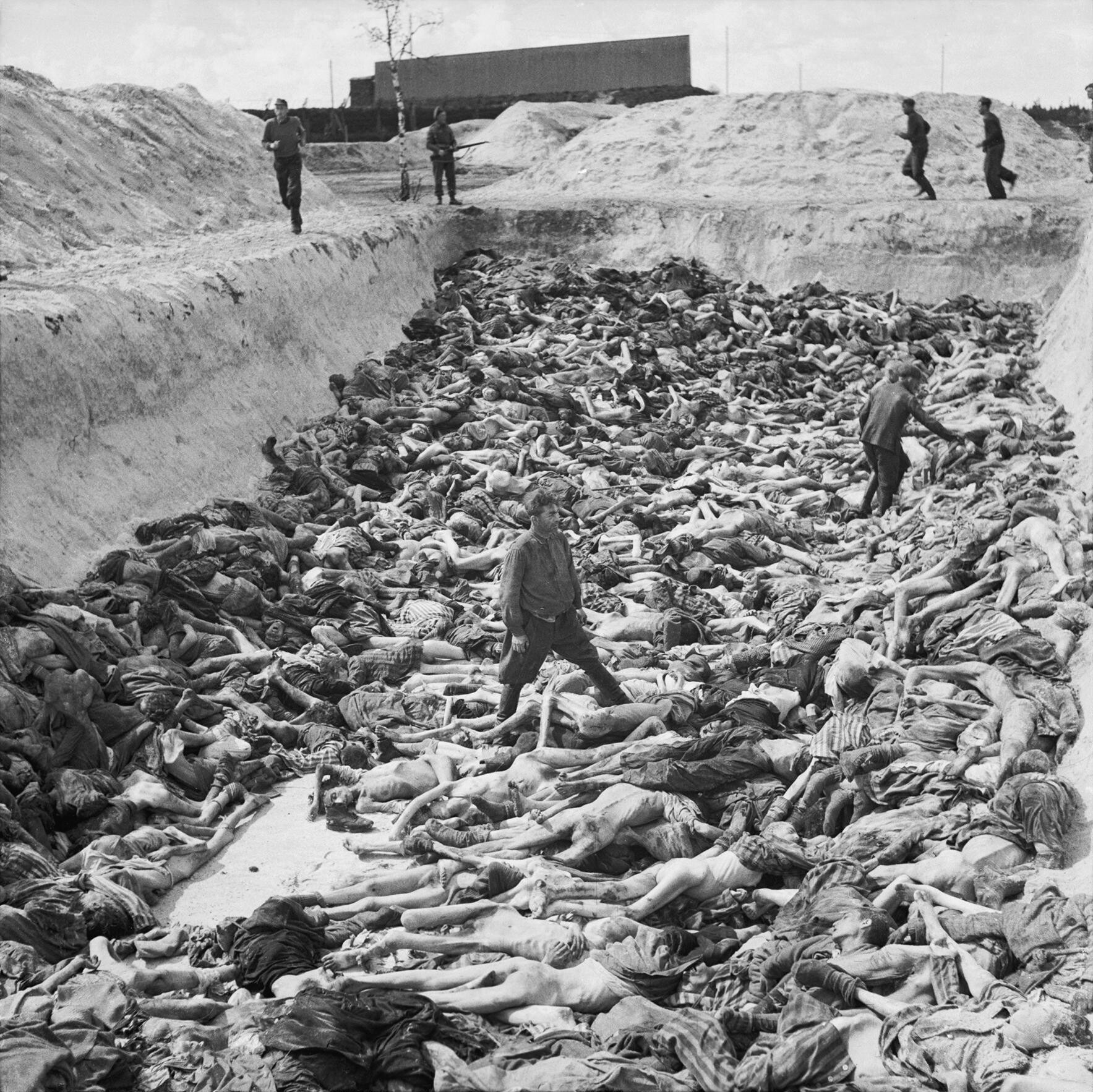
Vala comum no campo de concentração de Bergen-Belsen (1 de abril de 1945).

Em 1790, Iázide, Sultão de Marrocos, subindo ao poder, ordenou a destruição total do bairro judeu de Tetuão. Os seus exércitos saquearam, mataram e violaram. As comunidades de Larache, Arzila, Alcácer Quibir, Taza, Fez e Mequinez sofreram o mesmo destino. Todos os judeus que tinham servido ao sultão anterior foram pendurados pelos pés nos portões de Mequinez, onde permaneceram até morrer. Alguns notáveis e povo muçulmanos, porém, intervieram em favor dos judeus, escondendo muitos em suas casas e salvando muitos outros. Outras atrocidades se seguiram. Pouco antes de morrer como resultado de uma ferida recebida em uma batalha perto de Marraquexe, Al Iázide ordenou a elaboração de longas listas de notáveis judeus e muçulmanos em Fez, Mequinez e Mogador que seriam executados - no entanto morreu antes da ordem ser realizada.
O historiador Martin Gilbert escreve que foi no século XIX que a posição dos judeus se agravou nos países muçulmanos. Benny Morris escreve que um símbolo da degradação judaica foi o fenômeno do apedrejamento de judeus por crianças muçulmanas. Morris cita um viajante do século XIX:
"Eu vi um rapazinho de seis anos de idade, com uma tropa de crianças gordas de apenas três e quatro anos, ensinando-as a atirar pedras contra um judeu, e um pequeno menino, com a maior frieza, ir até ao homem e, literalmente, cuspir na sua gabardine. A tudo isso, o judeu é obrigado a submeter-se, seria mais do que sua vida valia atacar um maometano."
Em meados do século XIX, J.J. Benjamin escreveu sobre a vida dos judeus persas, descrevendo as condições e crenças que remontam ao século XVI:
"... eles são obrigados a viver em uma parte separada da cidade ... Sob o pretexto de serem impuros, eles são tratados com a maior severidade e se entrarem numa rua, habitada por muçulmanos, eles são atingidos pelos meninos e multidões com pedras e lixo."
Contudo, pelo menos em Jerusalém, as condições para alguns judeus melhoravam. Moses Montefiore, em sua sétima visita em 1875, observou que novos e belos edifícios haviam surgido e; "certamente estamos nos aproximando do tempo de testemunhar a promessa santificada de Deus para Sião". Árabes muçulmanos e cristãos participavam da festa de Purim e da Páscoa; os árabes tratavam os judeus de "filhos dos árabes"; os ulemás e os rabinos ofereciam orações conjuntas por chuva em tempo de seca.

#### Alemanha
Em 1850, o compositor alemão Richard Wagner - que foi chamado de "o inventor do antissemitismo moderno" - publicou Das Judenthum in der Musik ("O Judaísmo na Música") sob pseudônimo. O ensaio começava por um ataque aos compositores judeus, particularmente os contemporâneos de Wagner, e seus rivais, Felix Mendelssohn e Giacomo Meyerbeer, mas alargava-se para acusar os judeus de serem um elemento nocivo e alienígena na cultura alemã; corrompiam a moral e era, de fato, parasitas incapazes. de criar "arte verdadeiramente alemã". O ponto crucial era a manipulação e controle da economia pelos judeus:
"De acordo com a atual constituição deste mundo, o judeu na verdade já é mais do que emancipado: ele governa e governará, enquanto o dinheiro permanecer como o poder diante do qual todos os nossos atos e nossos negócios perdem sua força."

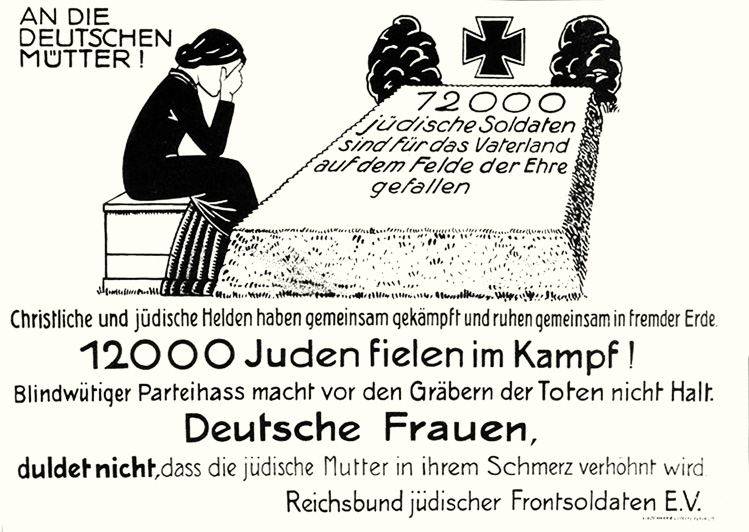
Panfleto de 1920 publicado pelo Reichsbund jüdischer Frontsoldaten (associação de judeus veteranos da I Guerra Mundial). Fundada em 1919 por Leo Löwenstein, esta associação foi extinta em 1938 pelo governo nazista. Traz os dizeres: "Os heróis cristãos e judeus lutaram lado a lado e repousam lado a lado em terras estrangeiras. "Cerca de 100 mil soldados alemães judeus lutaram no exército imperial alemão nesta guerra e, destes, aproximadamente 12 mil perderam suas vidas.

Na então República de Weimar, subiu ao poder, em janeiro de 1933, Adolf Hitler, após um terço da população alemã ter votado a favor do partido nazi. Hitler começou imediatamente a pôr em prática as ideias que já tinha exposto no livro Mein Kampf — "purificar" a nação dos seus elementos judaicos. Na Noite dos Cristais, em 9 de novembro de 1938, deu-se a expropriação e destruição de bens e propriedades judaicas e o primeiro encarceramento em massa (cerca de 30 000) de judeus. Durante o domínio nazi, foi levada a cabo a Solução final — a eliminação sistemática da população judaica, na Alemanha e nos países conquistados. Cerca de seis milhões de judeus — e também ciganos, comunistas, socialistas, católicos, homossexuais, testemunhas de Jeová e, de um modo geral, todos os opositores, foram executados até ao fim da Segunda Guerra Mundial. Uma pesquisa iniciada em 2000 por Geoffrey Megargee e Martin Dean para o Museu Memorial do Holocausto dos Estados Unidos, estimou em 2013 que 15 a 20 milhões de pessoas, no total, morreram ou foram aprisionadas nos milhares de campos e guetos identificados até ao momento.
Em 23 de Junho de 1941, tropas nazis entraram na pequena povoação de Jedwabne, na Polónia, que até ali estivera nas mãos do exército russo. Imediatamente começaram as perseguições, torturas e assassínios de judeus, por parte da população católica polaca, com a morte de cerca de 1 500 judeus - homens, mulheres e crianças - a maior parte deles queimados vivos num celeiro.

#### França
Em 1894, uma empregada de limpeza francesa descobriu um documento na embaixada alemã em Paris, que entregou aos serviços secretos. O documento ou memorando listava segredos militares franceses que o autor estava disposto a vender à Alemanha. O capitão Alfred Dreyfus, um oficial judeu, foi considerado o principal suspeito, e apesar da fraqueza de provas, condenado a prisão perpétua na Ilha do Diabo.
Em 13 de janeiro de 1898, o famoso romancista Émile Zola, escreveu uma carta aberta ao Presidente da França, a toda a primeira página do jornal L'Aurore com o título a letras gordas: "Eu Acuso!" ( J'accuse! ). Zola acusava o governo francês e o exército de conspirar para condenar Dreyfus. De facto, o verdadeiro culpado era o major Charles-Ferdinand Walsin Esterhazy, que mais tarde fugiria para a Inglaterra, onde viveria tranquilo o resto dos seus dias.
As acusações de Zola e a resposta do governo (que o processou) moveram milhares de pessoas para a controvérsia. Aqueles que discordavam das conclusões de Zola foram para as ruas, onde atacaram empresas judaicas, sinagogas e lares — incluindo a residência de Dreyfus. Houve tumultos contra os judeus em cerca de 70 cidades.
Em 1899, as evidências da inocência de Dreyfus possibilitaram um segundo julgamento, que o condenou novamente. A 19 de setembro de 1899 foi amnistiado apesar de continuar a ser considerado culpado. O tribunal não declarou Dreyfus inocente até 1906 - doze anos após sua primeira condenação. Só então ele foi reintegrado no exército.
O caso Dreyfus mudou a forma como muitos judeus na Europa Ocidental viam a si próprios e aos outros. Em 1894, Theodor Herzl, então um repórter de um jornal austríaco, cobriu a cerimónia militar em que Dreyfus foi degradado. Embora Herzl tenha reconhecido a força do antissemitismo muito antes do caso Dreyfus, este fortaleceu seus pontos de vista. Herzl propôs como solução a criação de um Estado judaico, já que os judeus eram perseguidos em toda a parte.

#### União Soviética
Em outubro de 1917, deu-se a Revolução Russa. O antissemitismo foi, na ocasião, declarado contrário aos ideais da revolução, e os judeus russos gozaram de um breve período de aceitação, embora todas as religiões fossem desencorajadas. Porém, em breve ocorreu um retrocesso. Em 1936, Estaline desencadeou o chamado Grande Expurgo, durante o qual foram assassinados milhões de soviéticos, entre eles muitos judeus. A situação piorou após o pacto Nazi-Soviético na Segunda Guerra Mundial, e não cessou de se agravar até ao fim da guerra. Contudo, em 1947, na ONU, Estaline apoiou a fundação do estado de Israel.
Em janeiro de 1948, o ator e activista Solomon Mikhoels foi assassinado por ordem de Estaline. Seguiram-se prisões e assassinatos de dezenas de líderes ou intelectuais judeus. Em 12 de agosto de 1952, 13 intelectuais judeus foram executados no que veio a ser conhecida como a Noite dos Poetas Assassinados.
As execuções foram seguidas pela prisão de vários médicos judeus (no assim chamado Complô dos Médicos), que em janeiro de 1953 foram publicamente acusados de colaborar com organizações judaicas no estrangeiro para envenenar os principais funcionários do Kremlin.
Circulavam rumores de que Stalin se preparava para enviar os judeus soviéticos para campos de trabalho na Sibéria, mas a sua morte em 1953 deixou esses planos por cumprir.

#### Estados Unidos
Entre 1900 e 1924, aproximadamente 1,75 milhões de judeus migraram para os Estados Unidos, sendo a maior parte proveniente da Europa do Leste. Antes do ano de 1900, formavam menos de 1% da população, mas cerca de 1930 eram já cerca de 3,5%. Esse aumento, assim como a mobilidade social ascendente de alguns deles, contribuiu para um ressurgimento do antissemitismo nos EUA. Na primeira metade do século XX, os judeus eram discriminados nos empregos, no acesso a zonas de residência e recreio, clubes e organizações, e acesso ao ensino e ao professorado. Em 1915, deu-se o linchamento do judeu Leo Frank, por um grupo de proeminentes cidadãos de Marietta (Georgia), o qual fora acusado, sem provas palpáveis, pela morte de uma garota de 13 anos, Mary Phagan.
O antissemitismo na América atingiu o seu máximo durante o período entreguerras. O pioneiro fabricante de automóveis Henry Ford, simpatizante do nazismo alemão, propagou ideias antissemitas em artigos no seu jornal The Dearborn Independent (publicado de 1919 a 1927), reunidos mais tarde sob o título The International Jew. Os discursos radiofônicos do padre Coughlin, no final da década de 1930, atacaram o New Deal de Franklin D. Roosevelt e promoveram a ideia de uma conspiração financeira judaica. Alguns políticos proeminentes compartilhavam tais visões. Ford deu a conhecer também ao público americano o livro Os Protocolos dos Sábios de Sião, uma fraude da Rússia czarista. Foi elogiado por Hitler no Mein Kampf, e condecorado pelo governo alemão em 1938 com a Ordem de Mérito da Águia Alemã. O grau do colaboracionismo de Ford com o nazismo continua a ser objecto de pesquisas de historiadores.

#### Século XXI
Durante o século XXI, houve um aumento do antissemitismo e das suas manifestações, não só na Europa como em todo o mundo, o que foi sendo observado em diversos relatórios anuais do Departamento de Estado dos EUA, e também por outros governos, instituições, líderes mundiais e figuras públicas. A Conferência da OSCE sobre antissemitismo, realizada em Berlim em abril de 2004, culminou com a emissão de uma declaração - “A Declaração de Berlim” - que “reconhece que o antissemitismo ... assumiu novas formas e expressões que, juntamente com outras formas de intolerância, representam uma ameaça à democracia, aos valores da civilização e, portanto, à segurança geral”.
O actual antissemitismo provém simultaneamente de sectores da esquerda e extrema esquerda, da extrema direita e dos islamistas; misturando, sem fronteiras bem definidas, a oposição a Israel, ao sionismo, e a aversão aos judeus em geral. Afirma-se que o actual antissemitismo emprega motivos antissemitas tradicionais, incluindo motivos mais antigos, como o libelo de sangue. Em julho de 2014, Osama Hamdan, representante do Hamas no Líbano, afirmou:
"Todos nos lembramos como os judeus costumavam chacinar cristãos para misturar o seu sangue nos matza." E acrescentou: "é um facto, comprovado pelos seus próprios livros e pela evidência histórica".
Robert L. Bernstein, fundador da Human Rights Watch, afirma que o antissemitismo está profundamente enraizado e institucionalizado nos países árabes nos tempos modernos.
Numa pesquisa realizada em 2011 pelo Pew Research Center, em todos os países de maioria muçulmana do Médio Oriente existiam poucas opiniões positivas sobre os judeus. No questionário, apenas 2% dos egípcios, 3% dos muçulmanos libaneses e 2% dos jordanianos relataram ter uma visão positiva dos judeus. Quanto aos países de maioria muçulmana fora do Médio Oriente, da mesma forma, poucos tinham opiniões positivas sobre os judeus, com 4% dos turcos e 9% dos indonésios vendo os judeus favoravelmente.
Os clérigos muçulmanos no Oriente Médio frequentemente se referem aos judeus como descendentes de macacos e porcos, que são epítetos convencionais para judeus e cristãos.
Segundo o professor Robert Wistrich, diretor do Centro Internacional Vidal Sassoon para o Estudo do Antissemitismo (SICSA), os apelos para a destruição de Israel pelo Irã ou pelo Hamas, o Hezbollah, a Jihad Islâmica ou a Irmandade Muçulmana, representam um modo contemporâneo de antissemitismo genocida.
Os judeus em vários países da Europa estão em fuga para Israel em números crescentes, dado o aumento constante do antissemitismo e dos ataques terroristas islâmicos. Mais de 8 000 judeus deixaram a França em 2015; também os judeus alemães, e britânicos não se sentem seguros. Todas as sinagogas, todas as creches e escolas judaicas na Alemanha estão sob proteção policial. A migração muçulmana para os países da Europa, trazendo com eles o antissemitismo das suas culturas de origem, e o apelo a ataques pelo ISIS, aumentaram o medo nas comunidades judaicas.
Uma pesquisa da UE em 2013 revelou que 74% dos judeus franceses agora têm tanto medo de serem atacados por sua religião que tomam medidas para evitar serem identificados como judeus.
Em 23 de março de 2018, num caso que chocou a França, Mireille Knoll, de 85 anos, sobrevivente do Holocausto, foi assassinada a facadas no seu apartamento em Paris. Isto sucedeu quase um ano depois de outro caso semelhante, o assassínio de Sarah Halimi, judia, de 66 anos, em 4 de abril de 2017, morta a golpes de arma branca e atirada depois dum terceiro andar. Estes dois episódios fizeram reviver o de Ilan Halimi, também judeu, de 23 anos, raptado, torturado e finalmente morto em janeiro de 2006, por uma gangue.
No Ocidente, também existe a vertente conservadora do antissemitismo performada pelo Partido Conservador, no Reino Unido; também o Partido Trabalhista britânico, tem sido acusado de antissemitismo, acusação principalmente focada na figura de Jeremy Corbyn.
O antissemitismo nunca foi tão forte quanto na Idade Contemporânea, sendo que ele foi racionalizado para ser uma função exclusiva do Estado e por outro lado nunca foi tão escondido. Hoje o mundo passa por uma conscientização coletiva sobre todos os tipos de preconceito existentes e o espaço para o antissemitismo ficou escasso e vergonhosos para quem o usa. Os judeus têm sido comparados a germes de doenças infecciosas transmissíveis por Hitler tais quais os bacilos da tuberculose. Por isso, além de suas formas clássicas, ele se apresenta em nossos tempos de duas novas formas. O retroativo e o descaracterizado.
- Retroativo — Forma de usar o próprio antissemitismo para atacar o povo judeu, acusando-o de criar ou usar o antissemitismo para causar mal aos outros, criando assim um ambiente propicio para desenvolver o ódio aos judeus sem culpa.
- Negacionismo — Acusar os judeus de criar sua própria perseguição no holocausto ou em outros eventos, com o propósito de dominar o mundo.